# Биккулово (Бижбулякский район)
Бикку́лово (баш. Биҡҡол) — село в Бижбулякском районе Республики Башкортостан Российской Федерации. Административный центр Биккуловского сельсовета.

## География

### Географическое положение
Находится на левом берегу реки Дёмы.
Расстояние до:
- районного центра (Бижбуляк): 33 км,
- ближайшей ж/д станции (Приютово): 75 км.

## Население
| 2002 | 2009 | 2010 |
| ---- | ---- | ---- |
| 291  | ↘280 | ↘231 |

### Национальный состав
Согласно переписи 2002 года, преобладающая национальность — башкиры (95 %).

## Религия
В селе есть мечеть.